# Shahrestān di Rudbar
Lo shahrestān di Rudbar (farsi شهرستان رودبار) è uno dei 16 shahrestān della provincia di Gilan, in Iran. Il capoluogo è Rudbar. Lo shahrestān è suddiviso in 4 circoscrizioni (bakhsh): 
- Centrale (بخش مرکزی), con le città di Rudbar, Menjil, Lowshan e Rostamabad.
- Rahmatabad (بخش رحمت آباد و بلوکات)
- Amarlu (بخش عمارلو), capoluogo Jirandeh.
- Khorgham (بخش خورگام)